# Schizopyga varipes
Schizopyga varipes är en stekelart som beskrevs av Holmgren 1856. Schizopyga varipes ingår i släktet Schizopyga och familjen brokparasitsteklar. Inga underarter finns listade i Catalogue of Life.